# Gorontalo (Sprache)
Gorontalo ist eine in Gorontalo gesprochene Sprache. Sie gehört zu den philippinischen Sprachen der malayo-polynesischen Sprachen innerhalb der austronesischen Sprachen. Dialekte sind Ost-Gorontalo, Gorontalo Kota, Tilamuta, Suwawa und West-Gorontalo.